# Historia LGBT en Bangladés

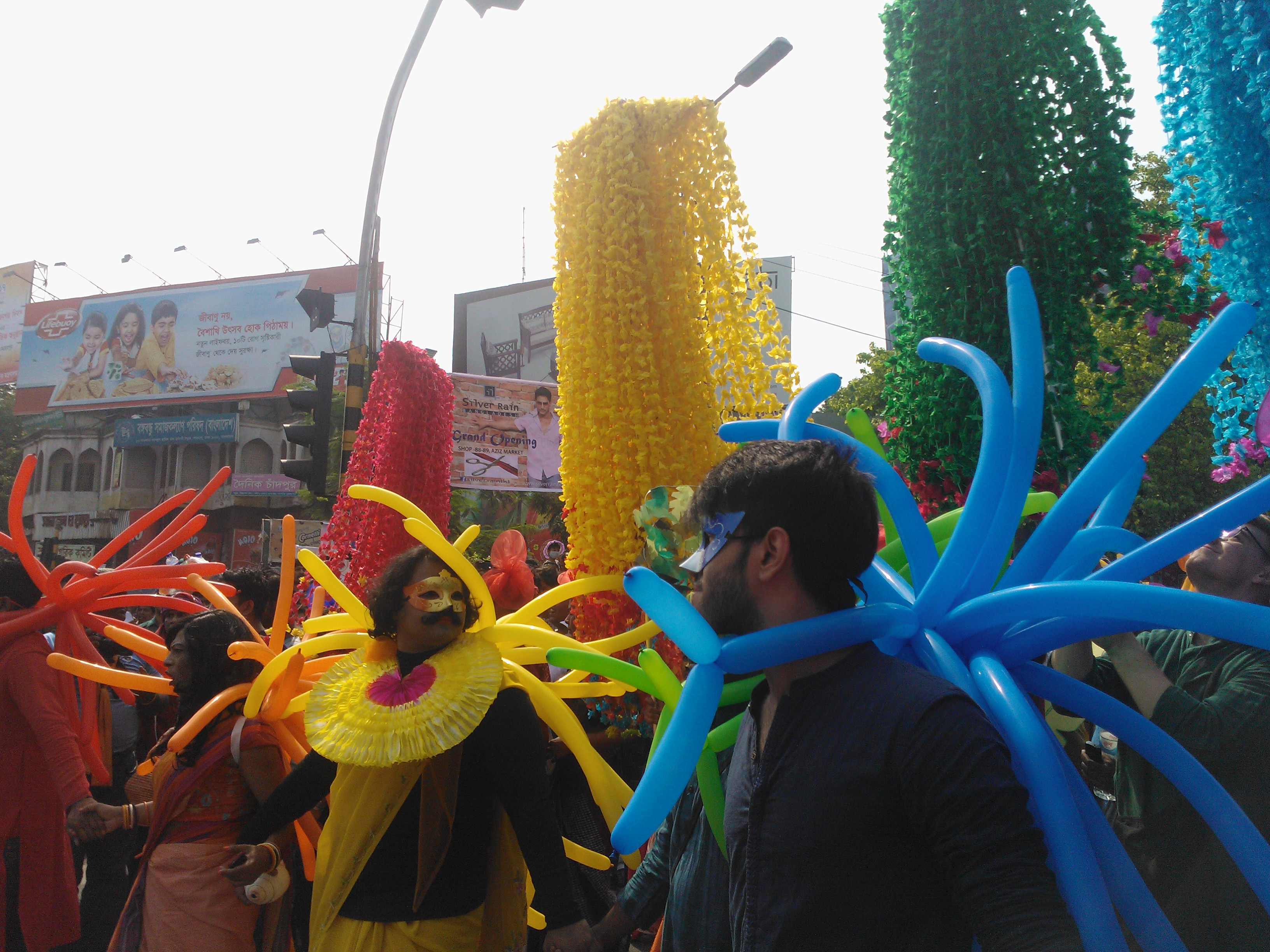
Manifestación por los derechos LGBT durante el festival de Año Nuevo bengalí (2015) en Daca.

La historia LGBT en Bangladés se inicia antes de la independencia del país. Bangladés estuvo bajo dominio británico hasta 1947 y era conocido como "Bengala Oriental"; La partición de la India convirtió a Bengala Oriental en Pakistán Oriental, una nación de mayoría musulmana con gente moderadamente valorada por el Islam. La cultura de Bangladés está influenciada por ideologías bengalíes e islámicas, donde la homosexualidad está ausente o está presente con homofobia e ignorancia/silencio al respecto. Los bengalíes siempre han sido conservadores y prohibicionistas con respecto a cualquier tipo de romance y sexualidad. Cualquier tipo de sexualidad, ya sea homosexual o heterosexual, junto con el romance, siempre ha sido vista negativamente y reprimida en la sociedad bangladesí.

## Gobierno musulmán en Bengala
Muhammad Bajtiiar Jalyi fue el primer musulmán que conquistó Bengala en 1204 d. C., y su reinado fue responsable del desplazamiento del hinduismo por el Islam, aunque el budismo estaba poco activo antes de su llegada. El gobierno de Bajtiiar inició el gobierno islámico en Bengala, las raíces del Sultanato de Bengala y el Subá de Bengala se crearon a partir del reinado de Bajtiiar. La homosexualidad no era un delito punible oficialmente durante el régimen musulmán. Un folclore bengalí del siglo XIV cuenta la historia de la relación homosexual entre dos viudas.

## Periodo británico
La batalla de Plassey provocó el fin del dominio musulmán en Bengala; la Compañía Británica de las Indias Orientales ocupaba el puesto de gobierno. Hasta la rebelión india de 1857, el gobierno de la empresa estuvo activo y en 1858 se estableció el Raj británico en toda la India cuando la reina Victoria asumió directamente la responsabilidad de la India. En 1860, Thomas Babington Macaulay promulgó una ley contra la homosexualidad que se conoce como Sección 377 del Código Penal de la India, que siguió el modelo de la Ley de sodomía de 1533 de Inglaterra.
El Renacimiento bengalí se produjo en el siglo XIX y principios del siglo XX, aunque se limitó únicamente entre los hindúes bengalíes de Bengala Occidental; la homosexualidad nunca fue mencionada positivamente por nadie en este período, y nadie intentó hablar en nombre de la homosexualidad, aunque la homosexualidad femenina nunca fue castigada según la ley británica. Algunos escritores hindúes como Ishwar Chandra Gupta y Jagadish Gupta escribieron en nombre del lesbianismo.

## Período de Pakistán
Los musulmanes bengalíes crearon su patria conocida como Pakistán Oriental según la Resolución de Lahore de 1940. Desde el período británico hasta la independencia de Pakistán, ningún escritor musulmán bengalí escribió nada en nombre de la homosexualidad. Por otra parte, el antiguo artículo 377 del Código Penal indio estaba vigente en el Código Penal de Pakistán. La Constitución de Pakistán de 1956 y la Constitución de Pakistán de 1962 continuaron la ley británica sobre la homosexualidad, que está tipificada como delito según la ley.
La década de 1950 vio la introducción de la industria cinematográfica de Bengala paquistaní; Mukh O Mukhosh (1956) fue la primera película bengalí realizada en Pakistán Oriental que representó el matrimonio heterosexual conservador; desde el año 1956 hasta la década de 1960 todas las películas se hicieron de la misma manera. El sector de la literatura musulmana bengalí también comenzó a crecer rápidamente durante este período; Pakistán se creó como una nación musulmana, por lo que se dio prioridad a los escritores y poetas musulmanes bengalíes en lugar de los principales escritores hindúes bengalíes que fueron destacados del período británico. Los escritores musulmanes del período británico, como por ejemplo Kazi Nazrul Islam, recibieron publicidad sobre sus escritos. No se sabe que ningún intelectual musulmán bengalí haya escrito algo en favor de la homosexualidad durante el período de Pakistán en Bangladés. Los valores progresistas en la sociedad musulmana bengalí educada debían poseer valores heteronormativos. En la década de 1960 hubo informes de que había algunos burdeles en las áreas adyacentes a la Universidad de Daca, por ejemplo la zona de Shahbag, donde se observó bacha bazi (abuso sexual contra varones adolescentes) pero no se observó homosexualidad adulta; la homosexualidad siguió siendo un tabú desde 1947 hasta la década de 1960 y hasta 1971, año en el que Bangladés se separó de Pakistán.

## Bangladés independiente
Bangladés se convirtió en un país separado de Pakistán en 1971. En 1972 se creó la Constitución de Bangladés, donde también se incluyó la antigua Sección 377, aunque en el Bangladés independiente las personas por su homosexualidad nunca fueron castigadas seriamente. Los periódicos en idioma bengalí de Bangladés publicaron algunos poemas, cuentos y novelas de algunos escritores en la década de 1970, pero se crearon controversias y, como resultado, la prensa no volvió a publicar dichos materiales; los libros publicados por ellos también fueron prohibidos por ser considerados contenido homoerótico, como por ejemplo el poema homoerótico de Daud Haider fue prohibido. En las décadas de 1980, 1990 y también en la década de 2000, los burdeles de Bangladés contenían prostitutas homosexuales.
En el Bangladés del siglo XXI, la sociedad ha continuado siendo homofóbica y transfóbica. Sin embargo, hay muchas organizaciones que defienden la homosexualidad y los derechos de las personas transgénero, como "Bandhu Social Welfare Society", "Bengayliz" y "Boys of Bangladesh". En 2014, se publicó por primera vez en la historia de Bangladés una revista llamada Roopbaan que se centró en el romance homosexual, pero rápidamente detuvo su publicación cuando su editor jefe, Julhas Mannan, fue asesinado en 2016 por fundamentalistas islámicos locales y el gobierno de Bangladés había prometido que la homosexualidad seguiría siendo ilegal.
En mayo de 2017, 28 jóvenes varones sospechosos de ser homosexuales fueron arrestados en Keraniganj Upazila, Daca, por el Batallón de Acción Rápida; sin embargo, los cargos contra ellos se basaron en la ley sobre abuso de drogas. También en 2013, una joven musulmana de 20 años llamada Sanjida fue arrestada por la policía por amar, casarse y fugarse con otra chica, aunque aquí tampoco se presentaron cargos contra la homosexualidad y Sanjida fue liberada de prisión muy pronto, fue acusada falsamente de secuestrar a su amante llamada 'Puja', una chica hindú.
Las personas transgénero o hijras tienen muy pocos derechos en Bangladés.